# Beniamin Pawlowitsch Schechowski
| (953) Painleva     | 29. April 1921    |
| (976) Benjamina    | 27. März 1922     |
| (977) Philippa     | 6. April 1922     |
| (988) Appella      | 10. November 1922 |
| (1013) Tombecka    | 17. Januar 1924   |
| (1017) Jacqueline  | 4. Februar 1924   |
| (1037) Davidweilla | 29. Oktober 1924  |
| (1040) Klumpkea    | 20. Januar 1925   |
| (1093) Freda       | 15. Juni 1925     |
| (1181) Lilith      | 11. Februar 1927  |
| (1328) Devota      | 21. Oktober 1925  |
| (3881) Doumergua   | 15. November 1925 |

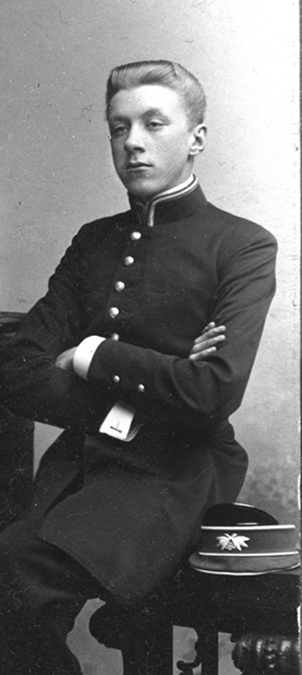
Beniamin Pawlowitsch Schechowski

Beniamin Pawlowitsch Schechowski (russisch Вениамин Павлович Жеховский; * 21. Juli 1881 in Warschau, zu jenem Zeitpunkt Russland; † 20. März 1975) war ein russisch-polnisch-französischer Astronom.

## Leben
Nach 1934 begann er seine wissenschaftlichen Arbeiten als Benjamin de Jekhowsky zu unterzeichnen. Das Minor Planet Center würdigt seine Entdeckungen unter dem Namen „B. Jekhovsky“ (mit einem v). In moderner englischer Transkription würde man ihn Zhekhovskii oder Zhekhovsky schreiben.
Nachdem er die Universität von Moskau besucht hatte, arbeitete er ab 1912 am Pariser Observatorium. Später ging er an das Observatoire astronomique de Bouzareah, als Algerien eine Kolonie von Frankreich war. Dort wurde er ein anerkannter Spezialist für Himmelsmechanik.
Schechowski entdeckte zahlreiche Asteroiden und der Asteroid 1606 Jekhovsky wurde nach ihm benannt.